# Zatoka Wielorybia

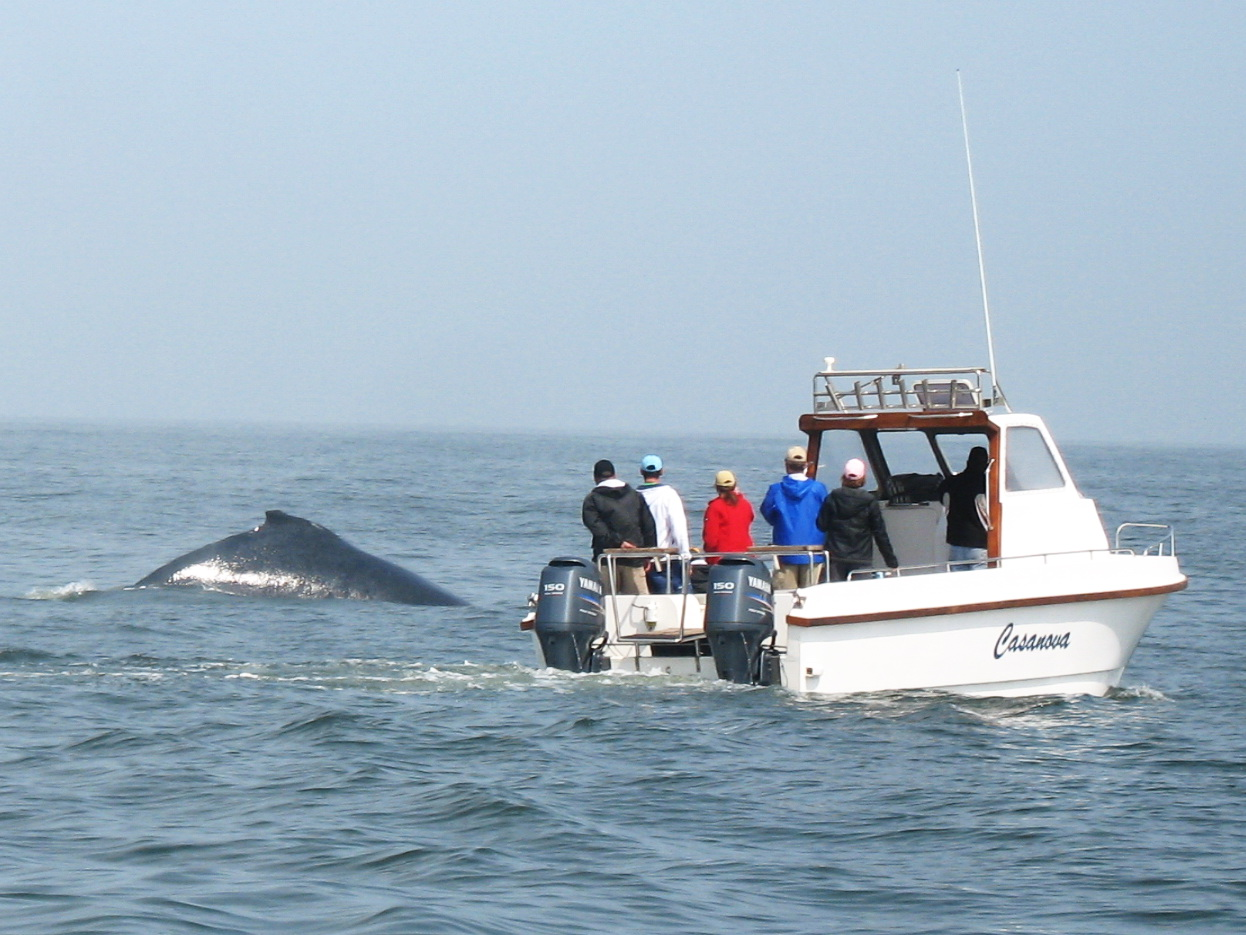
Spotkanie z wielorybem w zatoce

Zatoka Wielorybia (ang. Walvis Bay, afr. Walvisbaai, niem. Walfischbucht) – obszerna zatoka Oceanu Atlantyckiego w zachodniej Namibii. Nad zatoką leży miasto Walvis Bay, główny port morski kraju, jak również miejscowość wypoczynkowa Swakopmund. Zatoka posiada dobre warunki naturalne sprzyjające florze i faunie morskiej. Wody bogate w plankton przyciągają walenie, co w przeszłości stanowiło zachętę dla wielorybników. Zatoka stanowiła też ważne kotwicowisko na szlaku morskim wokół Afryki.

## Geografia
Zatoka jest dobrze osłonięta przed silnymi, południowo-zachodnimi wiatrami. Mimo położenia na skraju Pustyni Namibijskiej, zimny antarktyczny Prąd Benguelski na Atlantyku schładza powietrze powodując, że klimat zatoki jest umiarkowany. Natomiast Walvis Bay, gdzie średni opad nie przekracza 10 mm rocznie, jest jednym z najbardziej suchych miast na Ziemi. Jednak mimo tego, że miasto znajduje się w zasięgu klimatu kontynentalnego, Walvis Bay doświadcza zarówno bardzo wysokich (+37 °C), jak i niskich (+6 °C) temperatur, co wiąże się z zimnym prądem i wiatrami.

### Flora i fauna
Na atlantyckim wybrzeży Namibii, wysepkach przybrzeżnych, moczarach, wydmach i zatokach występuje wiele endemicznych gatunków zwierząt i roślin, a wśród nich kolonie lęgowe ptaków, uzależnione od wilgoci w powietrzu (częste mgły) porosty, sukulenty, płazy i inne: 
- łącznie 205 gatunków wodorostów
- około 410 gatunków ryb kostnoszkieletowych i 83 gatunki chrzęstnoszkieletowych; w tym odpowiednio 91 i 30 gatunków w wodach nie głębszych niż 30 m
- z 8 gatunków żółwi morskich występujących na świecie, 5 zamieszkuje wody Namibii. Większość zagrożona wyginięciem
- z 62 gatunków ptaków morskich zamieszkujących wybrzeża Namibii, 20 to rzadkie ptaki wędrowne. 12 gatunków zakłada kolonie lęgowe na przybrzeżnych wysepkach lub sztucznych platformach. Wśród nich są zagrożone wyginięciem pingwiny przylądkowe, czarne ostrygojady afrykańskie i rzadkie endemiczne rybitwy Damara.

Ssaki morskie na namibijskim wybrzeżu to walenie, fokowate i wydry. Z 11 gatunków fiszbinowców świata 8 występuje u brzegów Namibii, szczególnie chętnie żerując w Zatoce Wielorybiej, a obok nich 23 gatunki delfinów i innych zębowców.

## Rys historyczny
Odkrywcą Zatoki Wielorybiej był portugalski żeglarz Bartolomeu Dias, który przypłynął tu 8 grudnia 1487 podczas wyprawy w poszukiwaniu nowej drogi do Indii. Odkrytej przez siebie zatoce nadał nazwę Golfo de Santa Maria da Conceição. Jednakże Portugalczycy nie wysuwali żadnych roszczeń terytorialnych wobec tego obszaru. 
Dopiero w 1840 roku zainteresował się nim Wielka Brytania, która ostatecznie opanowała okolice zatoki w roku 1878, a sześć lat później włączyła je do Kolonii Przylądkowej. Zajmując zatokę wraz z otoczeniem Brytyjczycy kierowali się dwiema przesłankami: zabezpieczeniem przystani dla brytyjskich statków na szlaku dookoła Przylądka Dobrej Nadziei oraz zachowaniem wpływów w obszarze niemieckiej ekspansji kolonialnej. W roku 1910 obszar eksklawy o nazwie Walvis Bay wszedł w skład Związku Południowej Afryki, co wywołało sprzeciw władz Niemieckiej Afryki Południowo-Zachodniej. Ostatecznie, po brytyjsko-niemieckich uzgodnieniach, eksklawa pozostała w rękach Brytyjczyków. Jej powierzchnia wynosiła wówczas 1124 km².
W roku 1915 wojska południowoafrykańskie wyparły Niemców i przyłączyły Walvis Bay do kontrolowanej przez nich Afryki Południowo-Zachodniej. Wkrótce południowoafrykańską kontrolę nad tym terytorium potwierdziła Liga Narodów. W 1921 roku uchylono stan wojenny i przywrócono rządy cywilne, a enklawa Walvis Bay stała się integralną częścią wspomnianego terytorium. W roku 1971, wraz z pojawiającymi się żądaniami niepodległości ze strony Afryki Południowo-Zachodniej, RPA podjęło decyzję o przekazaniu kontroli nad Walvis Bay władzom Prowincji Przylądkowej. W 1977 RPA, obawiając się utraty Walvis Bay po przejęciu władzy przez niepodległościowy ruch SWAPO, po raz kolejny potwierdziła swoje prawo do zachowania kontroli nad tym terytorium. 
W roku 1978 Rada Bezpieczeństwa ONZ wydała rezolucję, na mocy której Walvis Bay wróciło pod administrację rządu w Windhuk, jednocześnie otwierając dwustronne negocjacje w sprawie przyszłego politycznego statusu miasta i okolic. Gdy w roku 1990 Afryka Południowo-Zachodnia uzyskała niepodległość jako Namibia, otoczenie Zatoki Wielorybiej pozostało jeszcze pod kontrolą południowoafrykańską. Dopiero w 1994 roku, pod naciskiem lokalnych stowarzyszeń biznesowych, RPA zgodziła się na przekazanie miasta Namibii.

## Namport
Walvis Bay jest największym portem handlowym Namibii, do którego zawija średnio 3000 statków rocznie, a jego zdolności przeładunkowe to około pięć milionów ton towarów. Terminal kontenerowy Namportu posiada stanowiska dla 3875 kontenerów, w tym przyłączenia dla 482 kontenerów-chłodni. Terminal może przyjąć około 250 000 kontenerów rocznie.